# IC 4028
IC 4028 — галактика типу SBc () у сузір'ї Гончі Пси.
Цей об'єкт міститься в оригінальній редакції індексного каталогу.